# Natación en los Juegos Olímpicos de Pekín 2008 – 100 metros libre masculino

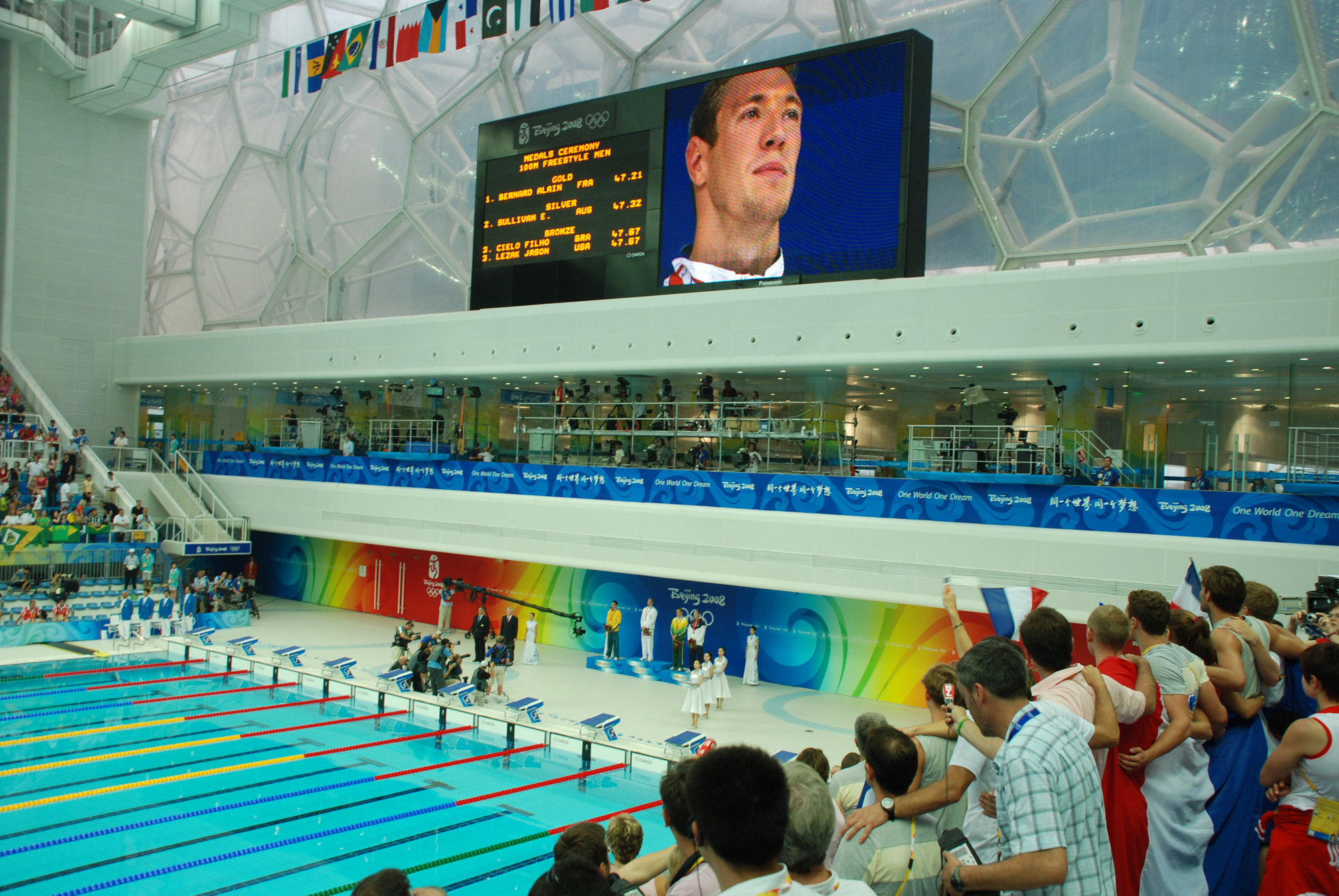
Bernard en el podio de los 100 metros en 2008

La competición de 100 metros libre masculino en los Juegos Olímpicos de Pekín 2008 se realizó del 12 al 14 de agosto en el Centro Acuático Nacional de Pekín.

## Récords
Antes de esta competición, el récord mundial y olímpico existentes eran los siguientes:
| Récord mundial  | Alain Bernard             | 47,50 | Eindhoven, Países Bajos | 22/03/2008 |
| Récord olímpico | Pieter van den Hoogenband | 47,84 | Sídney, Australia       | 19/09/2000 |

Los siguientes récords mundiales y olímpicos fueron establecidos durante esta competición:
| Fecha      | Evento      | Nombre         | País      | Tiempo | Récord |
| ---------- | ----------- | -------------- | --------- | ------ | ------ |
| 13/08/2008 | Semifinal 1 | Alain Bernard  | Francia   | 47,20  | RM, RO |
| 13/08/2008 | Semifinal 2 | Eamon Sullivan | Australia | 47,05  | RM, RO |

## Resultados

### Semifinales

#### Semifinal 1
| Pos. | Calle | Nombre            | País           | Tiempo | Notas     |
| ---- | ----- | ----------------- | -------------- | ------ | --------- |
| 1    | 5     | Alain Bernard     | Francia        | 47,20  | Q, RM, RO |
| 2    | 4     | Stefan Nystrand   | Suecia         | 47,91  | Q         |
| 3    | 2     | Jason Lezak       | Estados Unidos | 47,98  | Q         |
| 4    | 6     | Lyndon Ferns      | Sudáfrica      | 48,00  | Q         |
| 5    | 3     | César Cielo       | Brasil         | 48,07  | Q         |
| 6    | 8     | Christian Galenda | Italia         | 48,47  |           |
| 7    | 1     | Jonas Persson     | Suecia         | 48,59  |           |
| 8    | 7     | Fabien Gilot      | Francia        | 49,00  |           |

#### Semifinal 2
| Pos. | Calle | Nombre                    | País           | Tiempo | Notas     |
| ---- | ----- | ------------------------- | -------------- | ------ | --------- |
| 1    | 4     | Eamon Sullivan            | Australia      | 47,05  | Q, RM, RO |
| 2    | 3     | Pieter van den Hoogenband | Países Bajos   | 47,68  | Q, RN     |
| 3    | 7     | Matt Targett              | Australia      | 47,88  | Q         |
| 4    | 2     | Filippo Magnini           | Italia         | 48,11  |           |
| 5    | 6     | Garrett Weber-Gale        | Estados Unidos | 48,12  |           |
| 6    | 5     | Brent Hayden              | Canadá         | 48,20  |           |
| 7    | 1     | Andrey Grechin            | Rusia          | 48,71  |           |
| 8    | 8     | Dominik Meichtry          | Suiza          | 49,58  |           |

### Final
| Pos.              | Calle | Nombre                    | País           | Tiempo | Notas |
| ----------------- | ----- | ------------------------- | -------------- | ------ | ----- |
| Medalla de oro    | 5     | Alain Bernard             | Francia        | 47,21  |       |
| Medalla de plata  | 4     | Eamon Sullivan            | Australia      | 47,32  |       |
| Medalla de bronce | 7     | Jason Lezak               | Estados Unidos | 47,67  |       |
| Medalla de bronce | 8     | César Cielo               | Brasil         | 47,67  | SA    |
| 5                 | 3     | Pieter van den Hoogenband | Países Bajos   | 47,75  |       |
| 6                 | 1     | Lyndon Ferns              | Sudáfrica      | 48,04  |       |
| 7                 | 6     | Matt Targett              | Australia      | 48,20  |       |
| 8                 | 2     | Stefan Nystrand           | Suecia         | 48,33  |       |